# パッスス
パッスス（ラテン語: passus）は、古代ローマで用いられた長さの単位。この単語は英語では「ペース」（pace）、フランス語では「パ」（pas）、日本語では「歩調」などと訳される。
1パッススは、2歩分に相当する長さで、5ペース（pes）に当たる。現在のメートル法に換算すると約1.48メートルに、ヤード・ポンド法に換算すると約4.83フィートに相当する。
1000パッススは1ミリアリウム（miliarium）と呼ばれ、これがマイルの語源になったとされる。

## 長さの換算
下の表に、パッススとペースやメートル・フィートなどとの換算を示す。
| 名称（単数形）                       | 複数形               | ペース換算   | メートル換算 | フィート換算    | 備考                                                                              |
| ------------------------------------ | -------------------- | ------------ | ------------ | --------------- | --------------------------------------------------------------------------------- |
| ペース（pes）                        | ペデース（pedes）    | 1ペース      | 約29.6cm     | 約0.966フィート | 歩尺とも訳され、フィートに相当する。                                              |
| パッスス（passus）                   | パッスース（passus） | 5ペデース    | 約1.48m      | 約4.83フィート  |                                                                                   |
| ミーッレ・パッスース（mille passus） | －                   | 5000ペデース | 約1.48km     | 約4830フィート  | mille passuumと表記される場合もある。日本語でローマ・マイルと訳されることもある。 |